# Локални избори у Србији 2009.
Локални избори у Србији 2009. године одржани су у појединим општинама, као превремени односно ванредни избори који нису били део редовног циклуса локалних избора, већ су одржавани у општинама чији су органи распуштени, а такође и у општинама у којима су последњи избори за општинске органе били одржани у склопу локалних избора из 2005. године.
Сви локални избори 2009. године одржани су по пропорционалном изборном систему. Директни избори градоначелника уведени су 2002. године, али су потом напуштени 2007. године; 2009. године, градоначелнике су бирали изабрани чланови локалних скупштина. Странке су морале да пређу изборни цензус од пет процената (од свих гласова, не само од важећих гласова), иако је овај захтев био изузет за странке које представљају националне мањинске заједнице.

## Резултати

### Београд

#### Вождовац
Скупштина општине Вождовац распуштена је 5. марта 2009. године, након оставке градоначелника општине, Горана Лукачевића, и председника Скупштине општине у јануару. Лукачевић је наставио да води привремену администрацију до нових избора, који су одржани 7. јуна.
| Странка                   | Странка                                                                                              | Гласови | %      | Мандати |
| ------------------------- | --- | ------- | ------ | ------- |
|                           | Српска напредна странка–Томислав Николић                                                             | 14,190  | 30.83  | 18      |
|                           | За европски Вождовац–Борис Тадић (Демократска странка, Г17 плус)                                     | 13,785  | 29.95  | 17      |
|                           | Демократска странка Србије–Нова Србија–Народна партија–Војислав Коштуница                            | 5,696   | 12.37  | 7       |
|                           | Социјалистичка партија Србије–Партија уједињених пензионера Србије–Јединствена Србија–Ивица Дачић    | 4,859   | 10.56  | 6       |
|                           | Српска радикална странка–Др. Војислав Шешељ                                                          | 2,908   | 6.32   | 3       |
|                           | Либерално-демократска партија–Чедомир Јовановић                                                      | 2,481   | 5.39   | 3       |
|                           | "Листа за толеранцију–Расим Љајић" (Санџачка демократска странка, Ромска социјалдемократска партија) | 1,576   | 3.42   | 2       |
|                           | Покрет социјалиста–Александар Вулин                                                                  | 388     | 0.84   | –       |
|                           | Странка "Српска слога"–Љубомир Симић                                                                 | 88      | 0.19   | –       |
|                           | Србијанска народна странка                                                                           | 58      | 0.13   | –       |
| Укупно                    | Укупно                                                                                               | 46,029  | 100.00 | 56      |
|                           | |         |        |         |
| Важећих гласова           | Важећих гласова                                                                                      | 46,029  | 98.18  |         |
| Неважећих/празних гласова | Неважећих/празних гласова                                                                            | 855     | 1.82   |         |
| Укупно гласова            | Укупно гласова                                                                                       | 46,884  | 100.00 |         |
| Регистрованих гласача     | Регистрованих гласача                                                                                | 148,497 | 31.57  |         |
| извор:                    | |         |        |         |

Посланица Марина Рагуш је предводила листу Српске радикалне странке и након тога је заузела место у општинској скупштини.
Постизборни преговори за коалициону владу нису били успешни, па су још једни општински избори одржани 6. децембра 2009. године.
| Странка                   | Странка                                                                                           | Гласови | %      | Мандати |
| ------------------------- | ------------------------------------------------------------------------------------------------- | ------- | ------ | ------- |
|                           | Српска напредна странка–Томислав Николић                                                          | 23,213  | 37.75  | 26      |
|                           | За бољи Вождовац–Борис Тадић (Демократска странка, Социјалдемократска партија Србије)             | 17,829  | 29.00  | 20      |
|                           | Демократска странка Србије–Нова Србија–Војислав Коштуница                                         | 5,367   | 8.73   | 6       |
|                           | Социјалистичка партија Србије–Партија уједињених пензионера Србије–Јединствена Србија–Ивица Дачић | 4,097   | 6.66   | 4       |
|                           | Либерално-демократска партија–Чедомир Јовановић                                                   | 2,962   | 4.82   | –       |
|                           | Г17 плус–Млађан Динкић                                                                            | 2,756   | 4.48   | –       |
|                           | Српска радикална странка–др. Војислав Шешељ                                                       | 2,239   | 3.64   | –       |
|                           | Народна партија–Маја Гојковић                                                                     | 1,463   | 2.38   | –       |
|                           | ниједан од понуђених одговора                                                                     | 517     | 0.84   | –       |
|                           | ГЕПС за Вождовац–проф. др. Јован Филиповић                                                        | 488     | 0.79   | –       |
|                           | Партија ветерана Србије–генерал Вукајло Чађеновић                                                 | 203     | 0.33   | –       |
|                           | Србија 21–Иван Марков                                                                             | 193     | 0.31   | –       |
|                           | Напред за општину Авалски венац–Здравко Пршић                                                     | 87      | 0.14   | –       |
|                           | Српска слога–Љубомир Симић                                                                        | 74      | 0.12   | –       |
| Укупно                    | Укупно                                                                                            | 61,488  | 100.00 | 56      |
|                           |                                                                                                   |         |        |         |
| Важећих гласова           | Важећих гласова                                                                                   | 61,488  | 98.13  |         |
| Неважећих/празних гласова | Неважећих/празних гласова                                                                         | 1,173   | 1.87   |         |
| Укупно гласова            | Укупно гласова                                                                                    | 62,661  | 100.00 |         |
| Регистрованих гласача     | Регистрованих гласача                                                                             | 149,362 | 41.95  |         |
| извор:                    |                                                                                                   |         |        |         |

Александар Савић из Српске напредне странке изабран је за градоначелника након избора.
Марина Рагуш је освојила друго место на листи Српске радикалне странке.

#### Земун
Скупштина општине Земун распуштена је 5. марта 2009. године, након што скупштина није усвојила свој општински статут у прописаном року. (Такође је било контроверзи око низа спорних мандата које је полагала право Српска радикална странка.) Здравко Станковић из Демократске странке предводио је привремену власт до нових избора 7. јуна.
| Странка                   | Странка | Гласови | %      | Мандати |
| ------------------------- | --- | ------- | ------ | ------- |
|                           | Српска напредна странка–Томислав Николић                                                                         | 18,296  | 34.61  | 23      |
|                           | За европски Земун–Борис Тадић (Демократска странка, Г17 плус)                                                    | 14,913  | 28.21  | 19      |
|                           | Српска радикална странка–др. Војислав Шешељ                                                                      | 5,386   | 10.19  | 6       |
|                           | Социјалистичка партија Србије–Партија уједињених пензионера Србије–Јединствена Србија–Листа за Земун–Ивица Дачић | 3,858   | 7.30   | 4       |
|                           | Демократска странка Србије–Нова Србија–Народна партија–Војислав Коштуница                                        | 3,777   | 7.15   | 4       |
|                           | Земун покрет–проф. Миша Крстић                                                                                   | 2,555   | 4.83   | –       |
|                           | Либерално-демократска партија–Чедомир Јовановић                                                                  | 2,124   | 4.02   | –       |
|                           | "Листа за толеранцију–Расим Љајић" (Санџачка демократска странка, Ромска социјалдемократска партија)             | 1,192   | 2.25   | 1       |
|                           | Покрет социјалиста–Александар Вулин                                                                              | 675     | 1.28   | –       |
|                           | Странка Српска слога–Ана Павловић                                                                                | 86      | 0.16   | –       |
| Укупно                    | Укупно | 52,862  | 100.00 | 57      |
|                           | |         |        |         |
| Важећих гласова           | Важећих гласова                                                                                                  | 52,862  | 98.22  |         |
| Неважећих/празних гласова | Неважећих/празних гласова                                                                                        | 960     | 1.78   |         |
| Укупно гласова            | Укупно гласова                                                                                                   | 53,822  | 100.00 |         |
| Регистрованих гласача     | Регистрованих гласача                                                                                            | 152,179 | 35.37  |         |
| извор:                    | |         |        |         |

Бранислав Простран из Српске напредне странке изабран је за градоначелника након избора.

### Војводина

#### Ковин
Скупштина општине Ковин распуштена је од стране српских власти 8. новембра 2008. године након што није усвојила нови општински статут земље. Актуелни градоначелник Новица Мијатовић са листе Покрет за препород наше општине смењен је са функције, а Славко Бранковић из Демократске странке именован је за вођу привремене администрације. Нови избори су одржани 5. априла 2009.
| Странка                   | Странка | Гласови | %      | Мандати |
| ------------------------- | --- | ------- | ------ | ------- |
|                           | Коалиција за европску општину Ковин–Борис Тадић (Демократска странка, Г17 плус)                                                    | 3,556   | 25.68  | 14      |
|                           | Група грађана: Покрет за препород наше општине–Сава Крстић                                                                         | 2,755   | 19.90  | 10      |
|                           | Српска напредна странка–Томислав Николић                                                                                           | 2,522   | 18.22  | 9       |
|                           | Социјалистичка партија Србије–Јединствена Србија–За домаћински Ковин                                                               | 2,187   | 15.80  | 8       |
|                           | Демократска странка Србије–Нова Србија–Народна партија–др. Војислав Коштуница                                                      | 822     | 5.94   | 3       |
|                           | Либерално-демократска партија–Милан Вишњевац                                                                                       | 586     | 4.23   | –       |
|                           | Српска радикална странка–др. Војислав Шешељ                                                                                        | 569     | 4.11   | –       |
|                           | Мађарска коалиција–Иштван Пастор (Савез војвођанских Мађара, Демократска странка војвођанских Мађара, Странка војвођанских Мађара) | 458     | 3.31   | 1       |
|                           | Покрет социјалиста–Александар Вулин                                                                                                | 390     | 2.82   | –       |
| Укупно                    | Укупно | 13,845  | 100.00 | 45      |
|                           | |         |        |         |
| Важећих гласова           | Важећих гласова | 13,845  | 94.72  |         |
| Неважећих/празних гласова | Неважећих/празних гласова | 771     | 5.28   |         |
| Укупно гласова            | Укупно гласова | 14,616  | 100.00 |         |
| Регистрованих гласача     | Регистрованих гласача | 30,035  | 48.66  |         |
| извор:                    | |         |        |         |

Славко Бранковић из Демократске странке потврђен је за градоначелника након избора и служио је пуни четворогодишњи мандат.

#### Врбас
Општинска власт Врбаса је смењена у јуну 2009. године због распада локалне владајуће коалиције и нефункционалне скупштине општине. Нови избори су заказани за 18. октобар 2009. Жељко Видовић из Демократске странке именован је за вођу привремене администрације пре избора. Експлозивна направа је детонирана испод његовог аутомобила убрзо након што је прихватио ову позицију, иако у том тренутку нико није био у возилу.
| Странка                   | Странка | Гласови | %      | Мандати |
| ------------------------- | --- | ------- | ------ | ------- |
|                           | За европски Врбац–Борис Тадић (Демократска странка–Српски покрет обнове–Социјалдемократска партија Србије) | 7,517   | 36.97  | 15      |
|                           | Социјалистичка партија Србије–Партија уједињених пензионера Србије–Јединствена Србија–Ивица Дачић          | 3,936   | 19.36  | 8       |
|                           | Српска напредна странка–Томислав Николић                                                                   | 2,878   | 14.15  | 6       |
|                           | Српска радикална странка–др. Војислав Шешељ                                                                | 1,563   | 7.69   | 3       |
|                           | Демократска странка Србије–Нова Србија–Војислав Коштуница                                                  | 1,249   | 6.14   | 2       |
|                           | Либерално-демократска партија–Лига социјалдемократа Војводине–Листа за села                                | 1,138   | 5.60   | 2       |
|                           | Група грађана: Има наде                                                                                    | 597     | 2.94   | –       |
|                           | Покрет социјалиста–Александар Вулин                                                                        | 545     | 2.68   | –       |
|                           | Савез војвођанских Мађара–Иштван Пастор                                                                    | 340     | 1.67   | –       |
|                           | За Врбас у Плусу–Г17 плус                                                                                  | 305     | 1.50   | –       |
|                           | Реформисти Војводине–Волимо Војводину                                                                      | 266     | 1.31   | –       |
| Укупно                    | Укупно | 20,334  | 100.00 | 36      |
|                           | |         |        |         |
| Важећих гласова           | Важећих гласова                                                                                            | 20,332  | 97.07  |         |
| Неважећих/празних гласова | Неважећих/празних гласова                                                                                  | 614     | 2.93   |         |
| Укупно гласова            | Укупно гласова                                                                                             | 20,946  | 100.00 |         |
| Регистрованих гласача     | Регистрованих гласача                                                                                      | 37,176  | 56.34  |         |
| извор:                    | |         |        |         |

Нова коалициона влада је формирана након избора од стране Демократске странке, Социјалистичке партије и других странака. За градоначелника је изабран Жељко Видовић. Поднео је оставку 2012. године, а заменио га је Милан Станимировић, такође из Демократске странке.
Будући градоначелник Милан Глушац појавио се на четрнаестом месту на листи Напредне странке.

### Централна Србија (без Београда)

#### Косјерић
Жељко Продановић, члан Демократске странке Србије, смењен је са функције градоначелника Косјерића 26. фебруара 2009. године, а успостављена је привремена управа са Миланом Штуловићем из Демократске странке на челу. Нови избори су заказани за 7. јун 2009.
| Странка                   | Странка                                                                                           | Гласови | %      | Мандати |
| ------------------------- | ------------------------------------------------------------------------------------------------- | ------- | ------ | ------- |
|                           | Демократска странка–Драган Вујадиновић                                                            | 1,832   | 25.57  | 8       |
|                           | Српска напредна странка–Томислав Николић                                                          | 984     | 13.73  | 5       |
|                           | Нова Србија–Велимир Илић                                                                          | 952     | 13.28  | 4       |
|                           | Демократска странка Србије–др. Војислав Коштуница                                                 | 940     | 13.12  | 4       |
|                           | Социјалистичка партија Србије–Партија уједињених пензионера Србије–Јединствена Србија–Ивица Дачић | 907     | 12.66  | 3       |
|                           | Српски покрет обнове–др. Љиљана Косорић                                                           | 576     | 8.04   | 2       |
|                           | Г17 плус–др. Светлана Славковић                                                                   | 423     | 5.90   | 1       |
|                           | Либерално-демократска партија–Чедомир Јовановић                                                   | 378     | 5.27   | 1       |
|                           | Српска радикална странка–др. Војислав Шешељ                                                       | 174     | 2.43   | –       |
| Укупно                    | Укупно                                                                                            | 7,166   | 100.00 | 28      |
|                           |                                                                                                   |         |        |         |
| Важећих гласова           | Важећих гласова                                                                                   | 7,166   | 98.06  |         |
| Неважећих/празних гласова | Неважећих/празних гласова                                                                         | 142     | 1.94   |         |
| Укупно гласова            | Укупно гласова                                                                                    | 7,308   | 100.00 |         |
| Регистрованих гласача     | Регистрованих гласача                                                                             | 10,888  | 67.12  |         |
| извор:                    |                                                                                                   |         |        |         |

Драган Вујадиновић из Демократске странке изабран је за градоначелника након избора, предводећи коалициону владу која је такође укључивала коалицију око Социјалистичке партије Србије, Српског покрета обнове и Г17 плус. У октобру 2012. године, на власт је дошла нова владајућа коалиција са Милијаном Стојанићем из Српске напредне странке као градоначелником.

### Косово и Метохија
Током 2009. године, на подручју Аутономне Покрајине Косово и Метохија одржани су ванредни локални избори у појединим местима. Одлуком Владе Републике Србије од 2. априла, распуштена је Скупштина града Приштине, а такође и Скупштина општине Пећ. Ванредни локални избори у Приштини и Пећи одржани су 16. августа, а поновљена гласања на појединим бирачким местима одржана су 23. августа. Након распуштања Скупштине општине Лепосавић, ванредни општински избори у Лепосавићу одржани су 29. новембра, а поновљено гласање на једном бирачком месту одржано је 6. децембра. 2009. године.